# Vaas Montenegro
Vaas Montenegro, známý pouze jako Vaas, je hlavním záporákem ve hře Far Cry 3.

## Život

### Počátky
Narodil v roce 1985 na Rook Islandu a ještě v mladém věku se připojil ke kmeni Rakyatů. Byl velmi blízký své sestře Citře a zmínil se, že jeho první zabití bylo pro ni.

### Setkání s Hoytem Walkerem
Nějaký čas před rokem 2012 se Vaas stal závislým na drogách, které na Rook Island přivezl vyšinutý drogový obchodník a otrokář Hoyt Walker. Vaas kontaktoval Walkera, který ve Vaasovi našel potenciál a udělal z něj svoji pravou ruku. Vaas se stal vůdcem Pirátů, frakce sestávající z pirátů, kteří přišli na ostrovy Rook Island, aby znásilňovali, drancovali, kradli a vraždili. Vaas a jeho muži pomáhali Walkerovi s jeho obchody (jako například pěstování marihuany, unášení a prodávání místních obyvatel do otroctví) a se snahou zničit Rakyaty. Vaas působil ve skryté pevnosti na severním ostrově odkud dohlížel na úmrtí a ničení, které způsobil domorodcům a Rakyatům, kteří byli kdysi považováni za jeho rodinu.

## Far Cry 3
Jason a jeho přátelé na výletě v Bangkoku slyšeli o ostrově, kde "si mohou dělat, co chtějí" od Douga, DJ v tamním klubu a Vaasova pozorovatele. Rozhodli se pro skydiving. Po přistání byli zajati Vaasem a jeho Piráty. Když byli Jason a jeho starší bratr Grant svázáni, Vaas jim vysvětlí, že bude po Brodyových chtít vysoké výkupné a až ho dostane, prodá Jasona s Grantem do otroctví. Poté, co se Jason s Grantem dostanou z klece a plánují útěk, střelí Granta pistolí do krku. Grant na následky zranění zemře. Místo toho, aby zabil i Jasona, tak ho nechá odběhnout pryč.
Zatímco Jason plní kampaň o záchraně svých přátel, dozvídá se, že Vaas si drží jeho přítelkyni Lizu jako rukojmí, aby za ním Jason musel přijít. Když Jason zaútočí na otrockou věznici, aby Lizu osvobodil, Vaas ho přepadne. Když se probere, on, Liza a Oliver jsou přivázaní k židlím ve staré, opuštěné budově, zatímco Vaas to tam všechno polévá benzínem. Poté všechno podpálí a nechá Jasona s Lizou na pospas osudu, ale Olivera si vezme s sebou. Jasonovi a Lize se ale nakonec povede z hořící budovy utéct.
Jason pokračuje ve svém hledání přátel a dostane se k agentovi CIA Willisu Huntleymu. Huntley Jasonovi pustí nahrávku rozhovoru Vaase s Walkerem. Ti dva se baví o tom, že Jason je Vaasovi absolutně ukradený a o převozu Olivera Carswella, uneseného Jasonova kamaráda.
Citra pošle Jasona a pár Rakyatských válečníků na přepadení konvoje Walkerových vojáků, kteří převážejí zajaté Rakyaty. Jasonovi se podaří konvoj zastavit a když otevře dveře velkého nákladního auta, z interiéru vozu vyskočí Vaas. Když se Jason probere, leží svázaný před Vaasem a k noze má přivázanou betonovou tvárnici. Vaas mu sdělí svůj monolog na téma "Definice šílenství". Když monolog dokončí, kopne do tvárnice a shodí tak Jasona do propasti. Jasonovi se podaří utéct a naskočí do helikoptéry s Vaasovými Piráty. Helikoptéra je ale sestřelena a po zřícení se u Jasona objeví Vaas. Ten neváhá a střelí Jasona do hrudníku. Kulka se ale zastavila o zapalovač a Jason přežil.
Jason se opět dostane k Citře a ta mu udělí svolení Vaase zabít. Jason se pokusí tajně infiltrovat do Vaasovy pevnosti, ten ale jeho plán prohlédne a spustí poplach. Po zabití všech pirátů se Jason konečně dostává k Vaasovi. Vaas mu bodne do břicha nůž. Jason nůž vytáhne a Vaase s ním ubodá k smrti.

## Dialogy

### Far Cry 3

#### Make a Break for It (1. mise)
Vaas: Si myslíte, že jste bůhvíjací magoři, co? Co? Skáčete z letadel a lítáte jako ptáci. K*rva, to je šílený. Ten mobil se mi líbí, je fakt hezkej. Tak co to tady máme? Grant a Jason z Kalifornie, co? Co? Doufám, že vás maj máma s tátou fakt rádi, protože vypadáte fakt zámožně, běloušci. A to je dobře, protože drahý věci já rád. Promiň, cos říkal? Cos říkal?
Grant (má zavázaná ústa): Hmmm, hmmmm!
Vaas: Chceš, abych tě rozpáral jako tvýho kámoše? Zavři k*rva hubu, jasný? Já jsem ten, kdo tady má koule. Podívej se na mě. Podívej se mi do očí, k*rva. Hej! Ty šmejde! Dívej se mi do očí! Jseš moje dě*ka. V tomhle království vládnu já. Zavři k*rva hubu! Jinak zdechneš. Copak, Jasone? Jasone, copak? Proč se najednou nesměješ jako tam nahoře? Už to není zábavný? Nebavím tě snad? Víš, chápu tě. Tam nahoře sis myslel, že jseš strašnej borec a všechny k*ndy ti ležej u nohou. Ale hermano, tady dole. Tady dole… Tady jsi v pěkným průseru. V pohodě. Uklidním se, uklidním se, protože zatímco budem čekat na prachy, budem se ty, já a tvůj tvrďáckej brácha dobře bavit.
Hoyt: Vaasi, přestaň děsit rukojmí. Potřebuju, aby ses o ty zmetky postaral.
Vaas: Jenom doufám, že jste vy dva šmejdi zábavnější, než vaši kámoši. Ta-tá a sbohem. Pokaždý je to stejnej nářez.
Grant: Vůbec jsem neměl skákat sám. Slíbil jsem tátovi, že se o vás dva postarám.
Jason (otevře mapu): Píše se tam, kde je Riley?
Grant: Najdem ho, pak osvobodíme ostatní a vrátíme se domů.
Vaas: (Vytáhne pistoli a zastřelí Granta)
Jason: Grante!
Vaas: Copak? Co je? Chceš snad utíkat? Chceš utýct a zneuctit mě? Chceš mě voj*bat? Přišels sem s tím svým fešáckým ksichtem a namistrovaným telefonem a přiblblým bráchou a najednou mě chceš voj*bat? Chceš se mnou vyj*bat, to se mi líbí. Respektuju to.
Jason: Grante, vydrž!
Vaas: Dám ti 30 sekund a když tě džungle nesežere zaživa, tak to udělám já. Jedu, jedu! Jseš snad hluchej k*rva? Řekl jsem, ať k*rva vypadneš! Běž, Forreste, běž!

#### Prison Break-in (8. mise)
Videozáznam
Liza: Ne, to ne. Prosím.
Vaas: Chci, abys řekla: "Mami, tati…"
Liza: Mami, tati…
Vaas: Miluju tě.
Liza: Já chci domů.
Vaas: Moc hezký. A teď to udělej znovu.
Liza: Ne.
Vaas: Dej do toho víc emocí. Ty to dokážeš, zlato, no tak.
Liza: Ne.
Ben: Čau, Vaasi. Ten kluk Brody právě rozm*dal komunikační zařízení na Meduse. Ty v*le, ten je…
Vaas: Benjamine, Benny, Bene. Zrovna tady režíruju film, jasný?
Ben: Chlape, musíš odtud vypadnout. Ty vyj*baný k*kotský hlavy ve vysílačce zmínily tvý jméno…
Vaas: Můžeš prosím přestat nadávat? Dobře? Jsme v přítomnosti velký herečky.

#### Island Port Hotel (9. mise)
Vaas: Kdo tě takhle potetoval? Hm? Položil jsem ti otázku. Kdo tě potetoval? Hm? Takhle tě potetovala Citra? Potetovala tě moje sestra? Co? Myslíš, že jseš teď jedním z nás? Myslíš, že jseš jako já? Chlápek z Kalifornie si říká o to, aby ho džungle pěkně poj*bala. Za tohle proženu sestře hlavou kulku, jak jsem to udělal tvýmu bráchovi Grantovi.
Jason: Vyliž mi.
Vaas: Zlobíš se, Jasone. Zlobíš se. Fajn, chápu to. Chápu. Bez rodiny jsme přece naprostý nuly. Bejvaly časy, kdy bych pro svou sestru udělal cokoliv, chápeš? Když jsem zabil poprvý, bylo to kvůli mý sestře. Ale to jí nestačilo. Ne, ne, ne, ne, ne, ale no tak! Víš, jakej je problém s lidma, který milujem? S lidma, který k*revsky milujem? Člověka podrazej, když to nejmíň čeká. Tak se mě ptaj. Ptaj se mě, "Vaasi! Vaasi! Kdo to k*rva bude? Budu to oni nebo já? Já nebo oni?" Víš, myslej si, oni si k*rva myslej, že bych si snad musel vybírat! Mimochodem, tenhle zapalovač stojí za hovno. Ale dost bylo poezie. Je blbý, že tě Citra potetovala. Teď mi totiž nezbude nic jinýho, než tě úplně vygumovat. (Přejde k Lize) Pssst… To je dobrý. Neplač. To je dobrý. (Obrátí se zpět na Jasona) Jasone, přísahám bohu, že je hrozně krásný, jak jseš ochotnej za svou lásku zdechnout… Dáme milencům trochu soukromí. (Vytáhne zapalovač a vše podpálí)
Liza: Ne! Ne! Jasone! Jasone! Ne! Ne…

#### Meet Citra (11. mise)
Jasonova vize
Vaas (míří pistoli na Jasonovu hlavu, vize se občas obrátí): Jseš tak blízko konci. Tak dělej! Skonči to!

#### Ambush (22. mise)
Jason: (otevře dveře náklaďáku s Rakyaty)
Vaas: Ahoj Jasone, chyběl jsem ti?

#### Warrior Rescue Service (23. mise)
Vaas: Už jsem ti někdy říkal, jak definuju šílenství? Šílenství je dělat přesně tu stejnou zk*rvenou věc pořád dokola a dokola a čekat, že se něco změní. To. Je. Šílený. Když mi to někdo řekl poprvý, nevím, myslel jsem, že si dělá p*del, takže prásk, oddělal jsem ho. Jde o to, že… Fajn… že měl pravdu. A pak jsem to viděl všude, kam jsem se podíval. Všude byli ty stejný zk*rvený č*ráci. Všichni dělali tu stejnou zk*rvenou věc, pořád dokola a dokola a dokola. Mysleli si, tentokrát to bude jiný. "Ne, ne, ne, prosím! Tentokrát to bude jiný." Je mi líto. Nelíbí se mi způsob jakým na mě čumíš! Jasný? Máš v tý svý hlavě nějakej problém? Myslíš, že si z tebe dělám pr*el? Myslíš, že lžu? Vyliž mi! Jasný? Vyliž mi pr*el! Je to v pohodě, kámo. Uklidním se, hermano. Uklidním se. Jde o to, že… Dobrý. Jde o to, že jsem tě už jednou zabil. A já přece šílenej nejsem. To je dobrý. Bejvávalo. Už jsem ti někdy říkal, jak definuju šílenství?

#### Payback (25. mise)
Jason: (dostane se do Vaasovy pevnosti)
Vaas: (z televizorů) Překvapení, šmejde! Přece sis nemohl myslet, že o tvým příchodu nevím. Jsem tak zklamanej! Byls slibnej, Jasone. Byls tak zk*rveně slibnej! A teď jseš uvězněnej v krabici života jako nějaká zk*rvená krysa. Jde o to, že jsem tě sem nepřivedl. Naběhls sem jako správný hovádko sám! Ale taková už je Citra, co? Dělá z vás šmejdů krysy a já mám kvůli tomu na krku problém s hlodavci. Ale od řešení problémů přece bráchové jsou, ne?
Vaas: (z reproduktorů) Zaplatím deset táců prvnímu šmejdovi, kterej mi přinese koule Jasona Brodyho! Ach. Jasone, Jasone, Jasone. Přišels se mnou vyj*bávat do mýho VLASTNÍHO domu kvůli Citře. Neměj strach, hermano, neměj strach. Ani já nemám svoji rodinu rád. Až se uvidíme. Až se potkáme, tak mi poděkuješ, protože osvobodím tvoji duši. Jasone, podívej se na sebe. Jen se na sebe podívej. D*bilní bílej kluk si nakluše do MÝ zk*rvený džungle a považuje se za zk*rveně dobrýho válečníka. Máš vůbec ponětí, jaký to je zabíjet?
Jason: Vaasi! Vaasi, kde jsi!
Vaas: Přede mnou se neschováš, hajzle. (bodne Jasona nožem do břicha)
Halucinogenní Jasonova vize
Vaas: Kdo jsi, Jasone? Co jsi vůbec za člověka? Svět je diagonálou a já jsem jejím těžištěm. Tam nahoře ve zk*rvenejch oblacích sis myslel, že ti celej svět leží u nohou! Ale chlapče…
Citra: Jseš silnej. Mocnej.
Vaas: Užíváš si společnost mý sestry, co? Udělá z tebe válečníka? Jseš v naprostým hajzlu, Jasone. Dělej, zmáčkni to. Tak dělej, hajzle. Zmáčkni spoušť! Tak už mě zastřel!
Jason: (vystřelí)
Vize pokračuje, na Jasona nabíhají desítky Vaasů
Jason: Proč nezdechneš?
Vaas: Přijmi mě do svýho srdce. Přijmi mě jako svýho spasitele. Přibij mě na zasr*nej kříž a nech mě, ať povstanu z popela!
Jason: (dojde k pravému Vaasovi a probodne ho) Citro, vyhrál jsem. Vyhrál jsem.
Vaas: (podívá se na Jasona a naposledy vydechne)

## Zajímavosti
- Podle příručky, která je přímo ve hře, má Vaas prsty ve smrti severokorejského vůdce Kim Čong-ila[1].